# Claude-François Couppier
Claude François Couppier est un homme politique français, né le 2 avril 1766 à Lyon (Rhône), et mort dans la même ville le 7 novembre 1829.

## Biographie
Juge d'instruction à Villefranche-sur-Saône, Claude François Couppier devient conseiller à la cour royale de Lyon sous la Restauration. Il est député du Rhône de 1824 à 1827, siégeant avec la majorité soutenant les gouvernements de la Restauration.

## Sources
- « Claude-François Couppier », dans Adolphe Robert et Gaston Cougny, Dictionnaire des parlementaires français, Edgar Bourloton, 1889-1891 [détail de l’édition]